# Timàgenes d'Alexandria
Timàgenes d'Alexandria (en grec Τιμαγένης) va ser un retòric grec, fill del banquer reial d'Egipte. Va ser fet presoner per Aule Gabini (55 aC) i portat a Roma on Faust Corneli Sul·la, el fill del dictador, el va alliberar. Va ensenyar retòrica a Roma en temps de Gneu Pompeu i després ja en temps d'August. Va perdre la seva escola per parlar massa de política i es va retirar a una finca de Tusculum, probablement la casa del seu amic Asini Pol·lió. Va morir a Dabanum, una ciutat d'Osroene.
Va escriure diverses obres, però Suides no en dona els títols. Es pensa que també podria ser l'historiador Timàgenes de Síria del segle i aC. Plutarc diu que va escriure una història dels gals que en aquest cas s'ha d'entendre com dels gàlates. Podria ser el mateix personatge que un historiador anomenat Timàgenes que va escriure un Periplus ( Περίπλους per tota la mar en cinc llibres, i Περὶ βασιλέων (una història d'Alexandre el Gran).